# Lutfulla Toʻrayev
Lutfulla Toʻrayev, a nyugati sportsajtóban Lutfulla Turaev, oroszul: Лутфулла Тураев (Muborak, 1988. március 30. –) üzbég válogatott labdarúgó, a malajziai  Terengganu FA középpályása.

## Sikerei, díjai
Bunyodkor
- Üzbég bajnokság
  - bajnok: 2013
- Üzbég kupa
  - győztes (2): 2012, 2013

 Lokomotiv Tashkent
- Üzbég kupa
  - győztes: 2014